# Mor, hvorfor græder julemanden?
|  | Denne artikel er oprettet af botten Steenthbot ud fra en ekstern database. Den kan derfor have sproglige fejl eller mangler. Denne skabelon kan fjernes efter kontrol af indholdet. |

Mor, hvorfor græder julemanden? er en dansk kortfilm fra 2021 instrueret af Marie-Louise Damgaard.

## Handling
5-årige Carolines lillebror lider af leukæmi. Selvom hendes mor og far forsøger at give Caroline en traditionel magisk jul, frygter de konstant at miste deres søn, hvilket overskygger Carolines behov og hendes ønske om opmærksomhed.

## Medvirkende
- Lidia Kauders, Caroline
- Cyron Melville, Far
- Marijana Jankovic, Mor
- Vibeke Hastrup, Farmor
- Torben Zeller, Farfar
- Iris Thomsen, Fatimah
- Katrine Bogh Frederiksen, Læge
- Lui Thomsen, Lillebror
- Casper Sloth, Onkel